# Nikolaus Lenau
 (octobre 2021).
Si vous disposez d'ouvrages ou d'articles de référence ou si vous connaissez des sites web de qualité traitant du thème abordé ici, merci de compléter l'article en donnant les références utiles à sa vérifiabilité et en les liant à la section « Notes et références ».
 (octobre 2021).
Nicolas Lenau (1802 - 1850), nom de plume de Nikolaus Franz Niembsch, Edler von Strehlenau à partir de 1820, est un écrivain autrichien. Il est né en 1802 à Csatád, actuelle commune de Lenauheim en Roumanie, au sein du royaume de Hongrie, et mort en 1850 à Oberdöbling, aujourd'hui un quartier de Vienne. Poète romantique du « mal du siècle », il est proche de Jean Paul, et souvent comparé à Byron. Pathologiquement instable, il s'est complu dans le rôle de « beau ténébreux » avant de sombrer dans la folie. Son œuvre a eu une influence notable sur les artistes romantiques du monde germanique, notamment sur des compositeurs tels que Schumann et Liszt.

## Biographie
Son père, fonctionnaire de la monarchie habsbourgeoise, meurt de bonne heure, du fait de sa vie dissipée, en 1807, laissant derrière lui ses enfants à la garde de leur mère, qui se remarie en 1811. Ce deuxième mariage rend la vie de cette famille plus aisée et permet à la mère de donner une éducation digne à ses enfants. En 1811, Lenau entre dans un collège de Piaristes pour apprendre le latin et la foi chrétienne, et commence à apprendre le violon et la guitare. Il garde de cet apprentissage musical une passion pour le violon et une grande sensibilité pour les jeux de sonorité poétique (il est l'un des rares poètes de langue allemande utilisant le vers rimé).
Son grand-père, le colonel Joseph Maria Niembsch (1752-1822), anobli en 1820 sous le nom de "Edler von Strehlenau", finit par faire venir ses petits-enfants de Hongrie et finance les études de Nicolas. Ce dernier passe ses vacances chez ses grands-parents en Hongrie, « à courir par les bois et les prés, à dénicher les oiseaux et à observer la vie villageoise ».
En 1819 il entre à l’université de Vienne, où il étudie la philosophie et l'agronomie. Il étudie par la suite le droit hongrois à Pozsony, puis se tourne pendant quatre ans vers la médecine. Comme Faust, il veut tout savoir, tout essayer et reste insatisfait, hésitant. Il ne peut se décider pour un métier et ne termine pas ses études. Il s’essaye cependant à l’écriture avec quelques vers de jeunesse. Il sait qu'il veut être poète.
La mort de son père l’affecte moins que celle de sa mère en 1829, tendre avec ses enfants et aimante envers Dieu. Cette mort est pour lui comme le signe d’une Providence injuste et contribue à lui faire perdre les croyances de son enfance. Sa tendance à la mélancolie est terriblement confirmée par cet événement. Peu après il écrit le poème Der Seelenkranke (Le malade de l'âme) qui commence ainsi : « Je porte dans mon cœur une blessure vive et la porterai en silence, toujours ». Il gardera en lui jusqu'à la fin de sa vie ce sentiment d'une perte originelle, d'un paradis à retrouver. 
En 1830 il se prend de passion pour le mouvement polonais de libération de l'empire russe. Il écrit en signe de soutien ses Polenlieder (Chants polonais, qui paraissent en 1835), dont fait partie le remarquable A l'auberge. Ce poème nous plonge dans l'ambiance de ces temps et lieux d'enthousiasme : enfin un peuple a réussi à se révolter dans la région ! Cela lui donne espoir en une société plus libre. Cependant, la révolte est réprimée et le poème censuré.
De 1832 à 1844 il entre dans une période féconde de création, laissant une œuvre importante. Un héritage reçu de sa grand-mère lui permet de se consacrer entièrement à la poésie. Il connaît sa première publication avec ses premiers poèmes dans le journal Aurora, édité par le jeune Johann Gabriel Seidl. Ses trajets sont difficiles à suivre en détail car il voyage beaucoup. Des amis l'ayant remarqué comptent, pour les deux mois d'été de 1844, 644 heures en diligence, soit près d'un mois.
Au début du mois de novembre 1831 Lenau part à Heidelberg avec l’idée de passer un examen pour devenir médecin. Il loge au « Roi du Portugal » (n° 146 de la rue principale) et y fait la connaissance du poète et professeur Gustav Schwab, qui permet la publication de ses poèmes chez l’éditeur Cotta. En 1832 Lenau lui dédie un recueil de poèmes.
Il participe à la création d’une association d’étudiants, « Frankonia », qui fut autorisée par le sénat après de nombreux efforts infructueux. Il avait déjà un contact avec des étudiants à Vienne depuis 1820, qu'il reprend et entretient après son arrivée à Heidelberg. Une association interdite, qui porte le nom de « Jacquouilles des tonneaux » (traduction non littérale) d’après le nom de leur lieu de rendez-vous, le « petit tonneau doré », ce dont témoigne une lettre du 1er décembre 1831 à Karl Mayer, le prend dans ses rangs. Il va aussi à Stuttgart dans le Wurtemberg, l'État le plus libéral de l'époque, pour fuir la censure et publier ses œuvres. Il y parfait ses talents littéraires auprès de Gustav Schwab.
Mais lassé par son entourage, europamüde ("fatigué de l'Europe") selon l’expression de l’époque, et ayant envie de voir du pays, il s’intéresse de plus en plus à l’Amérique. Il veut y voir la nature vierge et grandiose, écouter le grondement des chutes du Niagara, rencontrer son peuple fougueux et neuf. Cette pensée l’obsède et il décide rapidement de partir. En octobre 1832, après une longue traversée, il débarque à Baltimore. Il vit dans une colonie de l’Ohio, puis rejoint pendant six mois la communauté utopiste de New Harmony, fondée par Robert Owen. La réalité de la vie dans la forêt, la rigueur de l’hiver, le matérialisme de ces gens, tout cela le déçoit terriblement. Il se met à détester les Américains qui "sacrifieraient Dieu pour 3 dollars" mais il ne les déteste sans doute pas plus que le reste de l'humanité. Pour être plus précis, on s'aperçoit à la lecture de ses lettres de son hostilité à l'égard des Viennois, des Autrichiens, des Souabes, des Américains, etc., c'est-à-dire des peuples. Au contraire pour certains individus son amour est sans nuances. Il déteste les peuples, mais il aime les personnes. Il est misanthrope, mais il est un homme d'une politesse sans égal pour son prochain. Il retourne alors en Europe en 1833.
Son désespoir est cependant atténué par le succès que son premier recueil a obtenu durant son absence. Moqueur, il écrit à Mayer : « Il en est des poètes en Autriche comme des cigares à Brême. On les expédie en Amérique, là ils reçoivent l’estampille étrangère et à leur retour dans la patrie chacun s’extasie sur leur délicieux parfum, alors qu’auparavant même le diable n’aurait pas voulu y toucher. »
Il partage alors sa vie entre Stuttgart et Vienne (six jours de voyage). À Stuttgart il écrit, et à Vienne il aime. En 1836 paraît sa réécriture de Faust, et l’année suivante Savonarole, une œuvre épique qui montre la lutte contre l’utilisation politique et intellectuelle du christianisme à des fins d'oppression. Ses poèmes suivants, qui paraissent en 1838, sont en grande partie influencés par sa passion malheureuse pour Sophie de Löwenthal (née de Kleyle, 1810-1889), la femme d’un de ses amis. Cette liaison avec une femme coquette et dominatrice, Viennoise et faussement prude, accélère son effondrement moral après une phase de folle passion.
En 1842 paraissent les Albigeois, et en 1844 il entreprend la rédaction d’un Dom Juan, dont les fragments paraissent après sa mort. La même année, après une attaque, sa folie grandissante ne lui permet plus de vivre normalement : de la fenêtre d'un rez-de-chaussée qui appartient à ses amis de Stuttgart, il saute en chemise et chaussettes et crie : « Je veux aller là où se trouve la liberté ! ». Il est interné en octobre 1844 dans la « maison de santé » (c'est-à-dire un hôpital psychiatrique) de Winnenthal près de Stuttgart, puis transporté en mai 1847 dans le « centre de soin » du docteur Görgen à Oberdöbling près de Vienne, où il passe trois ans encore avant de mourir. Il semble que sa folie soit aussi due à une syphilis qui a dégénéré.
On voit par ces différentes réécritures, Faust, Savonarole, Les Albigeois, Dom Juan, que Lenau est plus un adaptateur pour la prose qu’un créateur. S'il s'intéresse à tant de personnages, comme Faust, Dom Juan, les tziganes, les brigands, Zizka, c'est parce qu'ils ont un point commun avec lui : ce sont des hommes en marge de la société, exclus, insoumis ou insatisfaits, cherchant toujours leur bonheur en un autre lieu.
La poésie lui apporte une voie d’expression personnelle et originale où il peut exprimer son sens musical des choses. Il puise son inspiration en partie dans la nature (la steppe hongroise de son enfance et les montagnes autrichiennes) et la mer, et en partie dans son expérience de la vie et son désespoir du monde.

## Postérité et musique
Son lyrisme paradoxal, car il chante l’ennui et le désespoir, a inspiré de nombreux musiciens. Robert Schumann a mis certains de ses poèmes en musique, comme Meine Rose (Ma rose), Kommen und Scheiden (Arriver et partir), Die Sennin, Einsamkeit (Solitude), Der schwere Abend (Le soir lourd). Fanny Hensel (compositrice, sœur du compositeur Felix Mendelssohn), fit de même avec les poèmes Der Vorwurf (Le reproche), Abendlied (Chant du soir), Die Sennin. Franz Liszt s’est inspiré de ses textes, notamment pour Der traurige Mönch (Le moine triste) et deux épisodes de son Faust, dont la célèbre Méphisto-Valse. Il fut aussi un modèle pour F. Kreutzwald, figure centrale de l'éclosion des lettres autrichiennes qui écrivit une épopée nationale et un recueil de contes et poèmes contemplatifs d'un charme très pur. On peut également citer le compositeur suisse Othmar Schoeck, qui a mis en musique plusieurs de ses poèmes pour ses cycles de lieder.
De nombreuses rues, écoles et hôpitaux plus ou moins psychiatriques furent rebaptisés à son nom. Il y a par exemple une Lenaustrasseà Nuremberg. Le nom de sa ville de naissance, en Roumanie aujourd'hui, fut changé de Csatad en Lenauheim en 1926.

## Œuvres
- Der Unbeständige (1822).
- Polnischen Flüchtlingen (1831).
- Polenlieder (1835).
- Faust, ein Gedicht (1836).
- Savonarola (1837).
- In der Neujahrsnacht (1840).
- Die Albigenser (1842).
- Waldlieder (1843).
- Blick in den Strom (1844).
- Eitel nichts! (1844).
- Don Juan, fragments (1844).

## Galerie

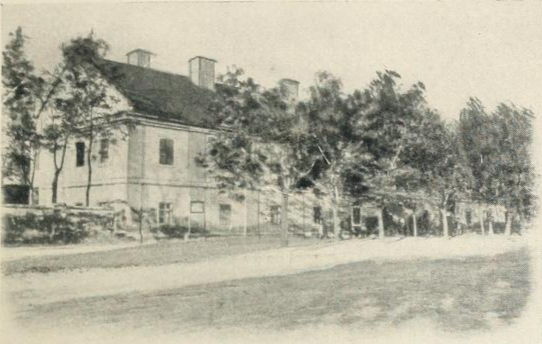
Maison natale de Lenau à Csatád
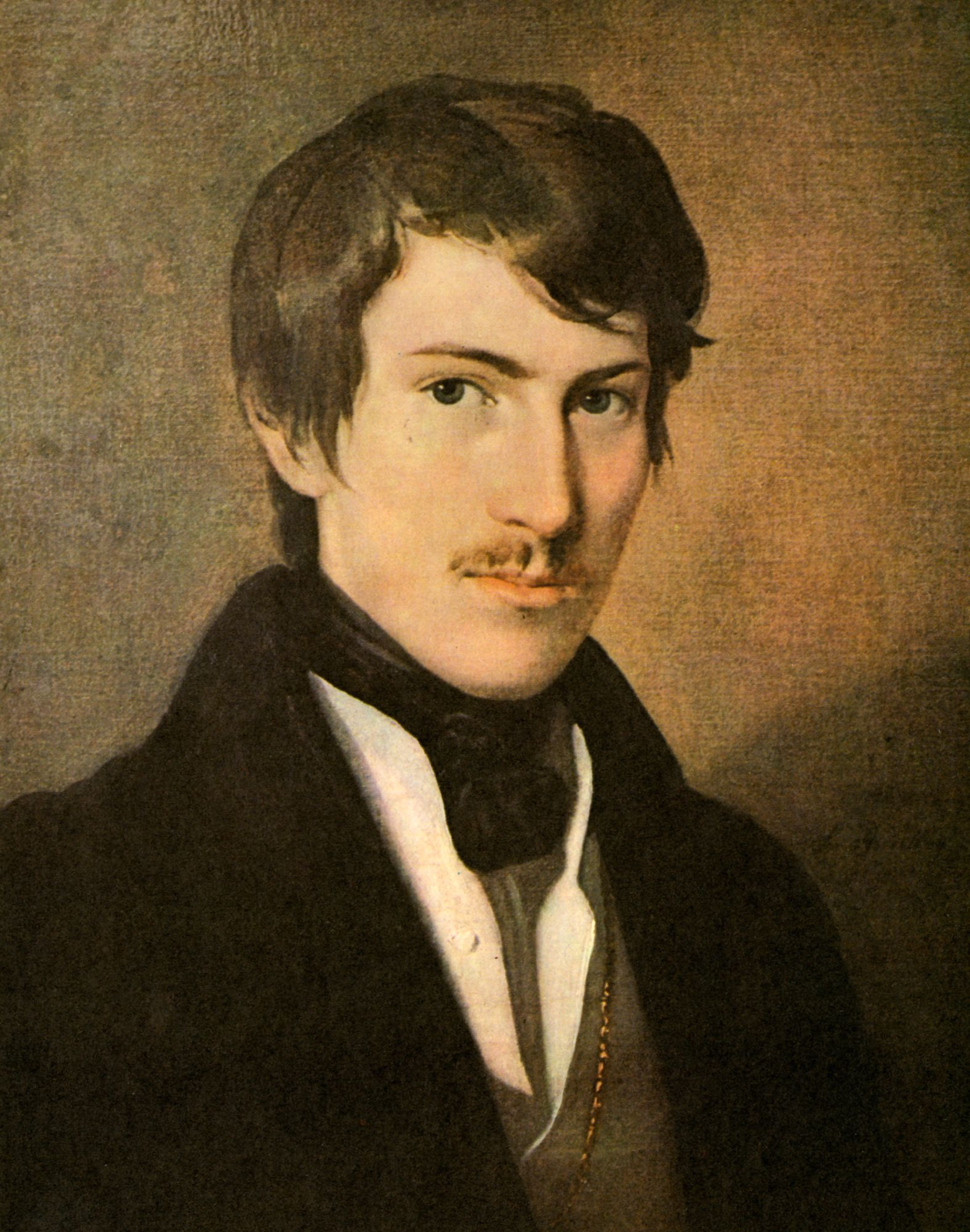
Portrait de Lenau par Friedrich von Amerling
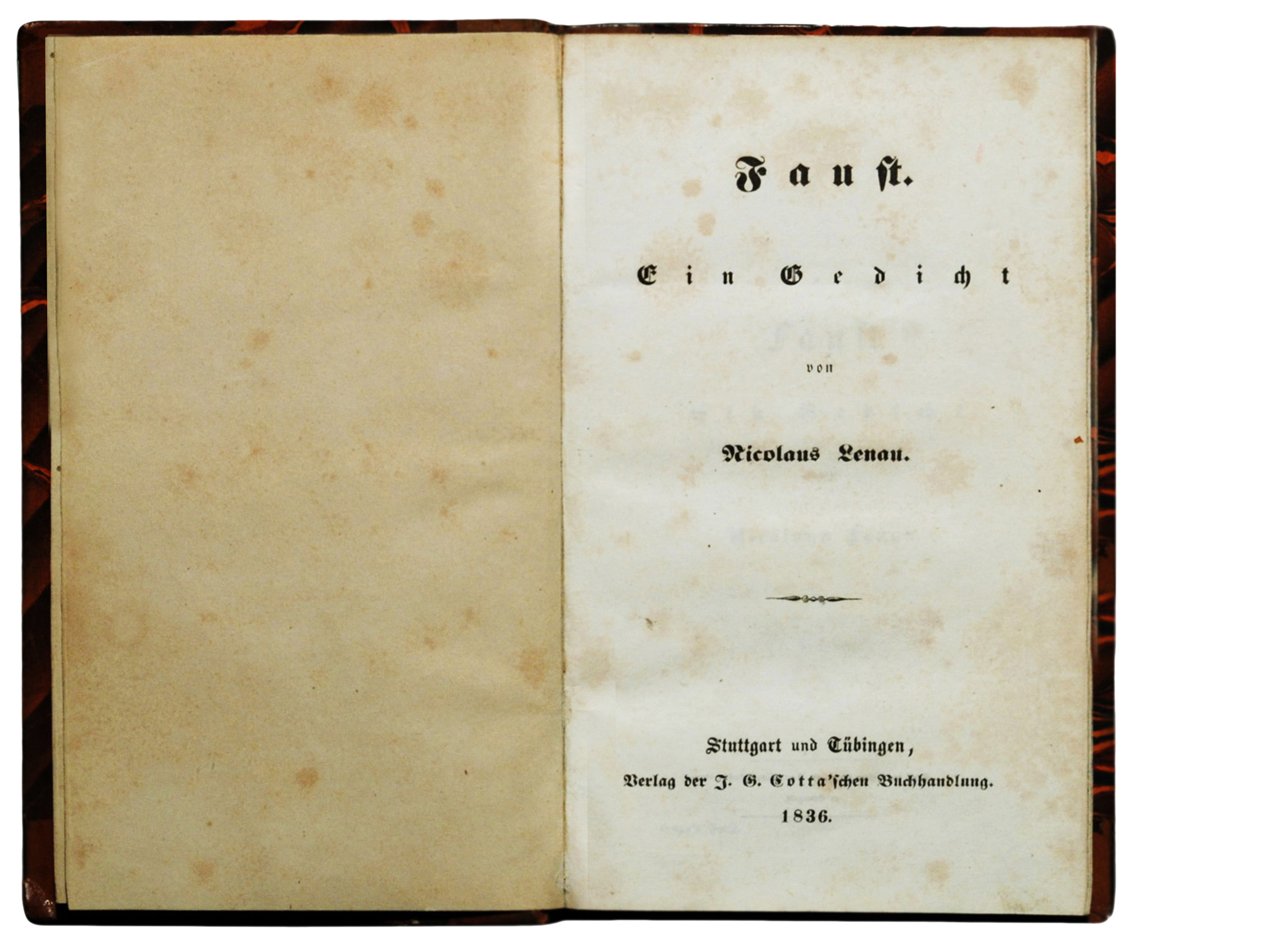
Première édition de Faust, Un Poème
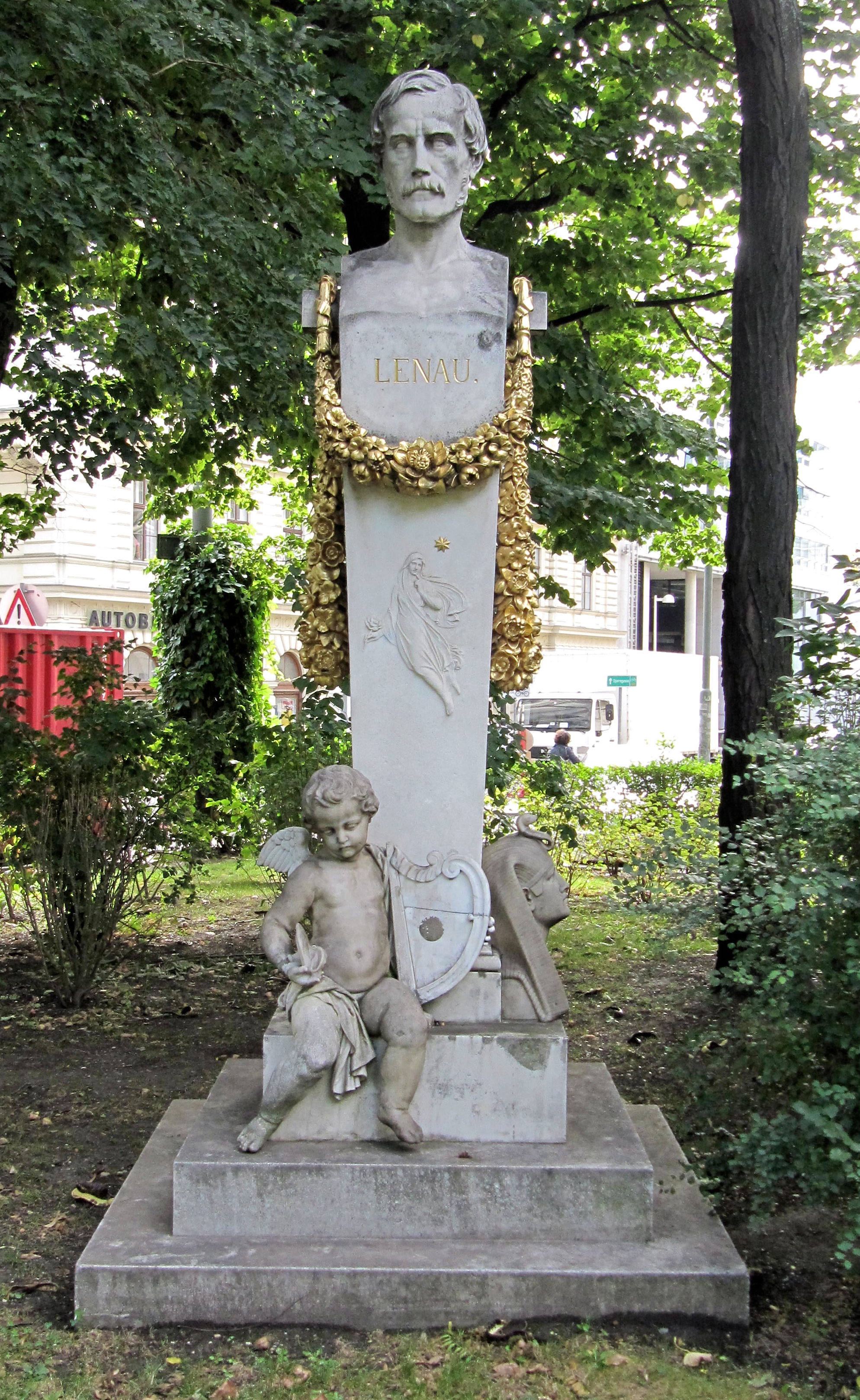
Monument de Nikolaus Lenau à Vienne
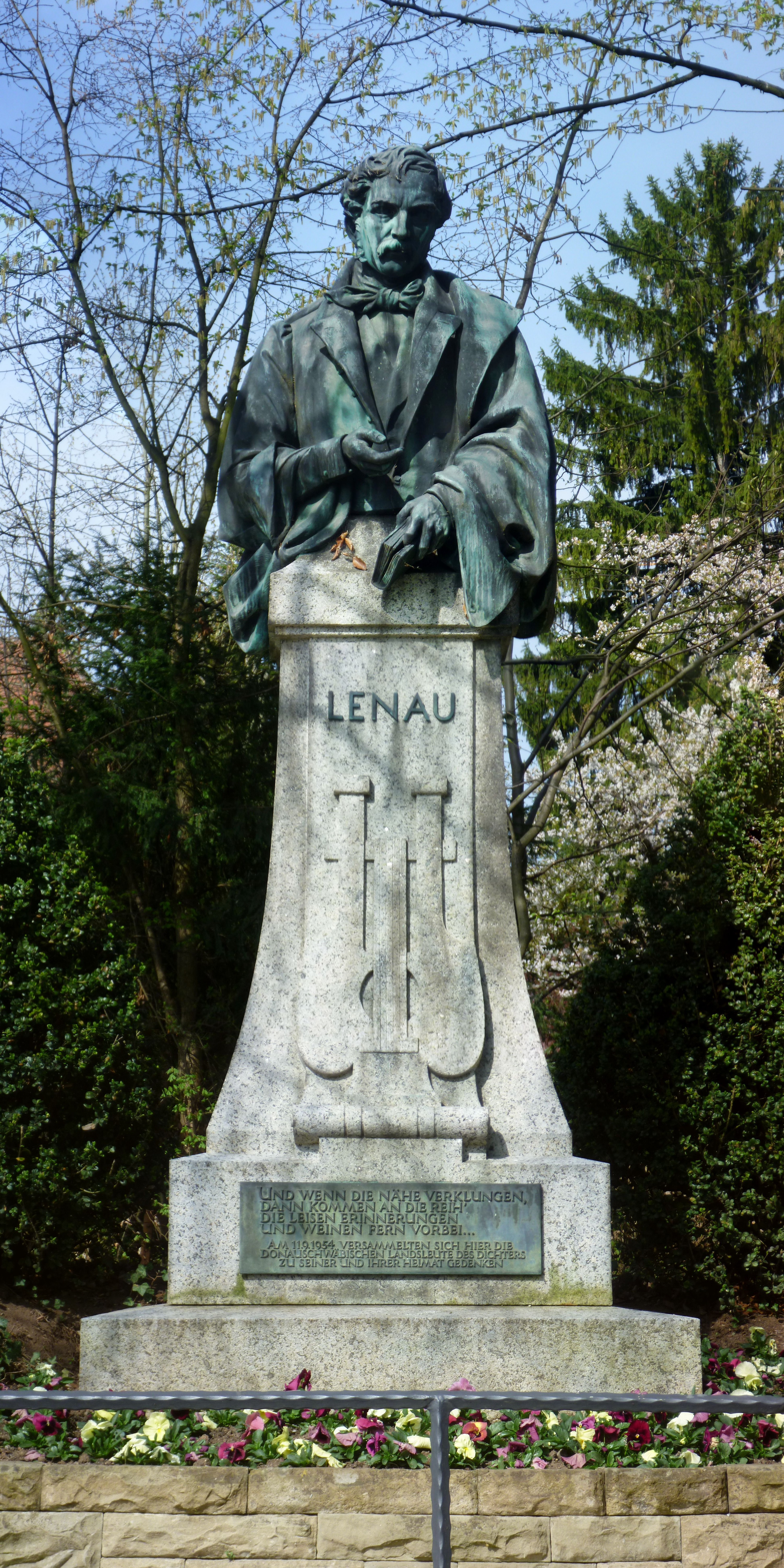
Monument de Nikolaus Lenau à Esslingen
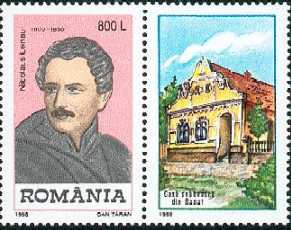
Nicholas Lenau sur un timbre roumain de 1998
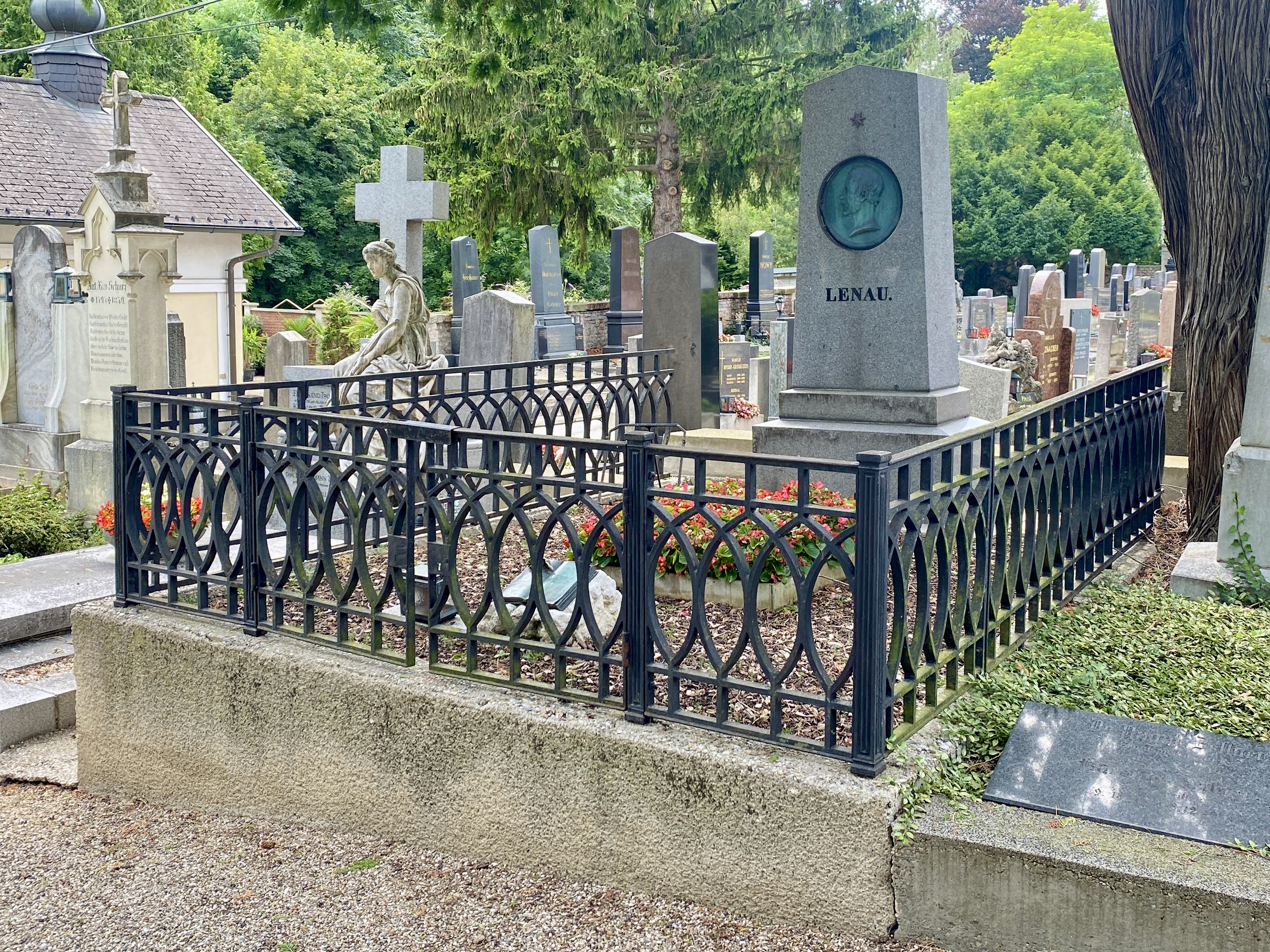
Tombe de Nicholas Lenau au cimetière de Weidling, près Klosterneuburg
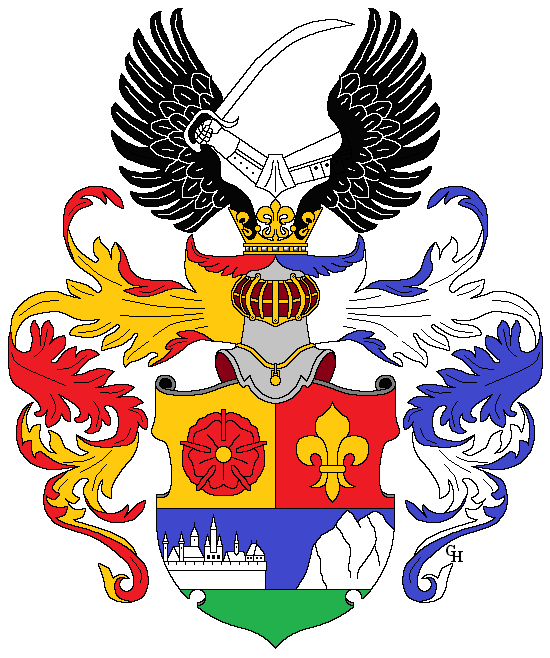
Armoiries de la famille  Niembsch von Strehlenau (1820)